# Palangre

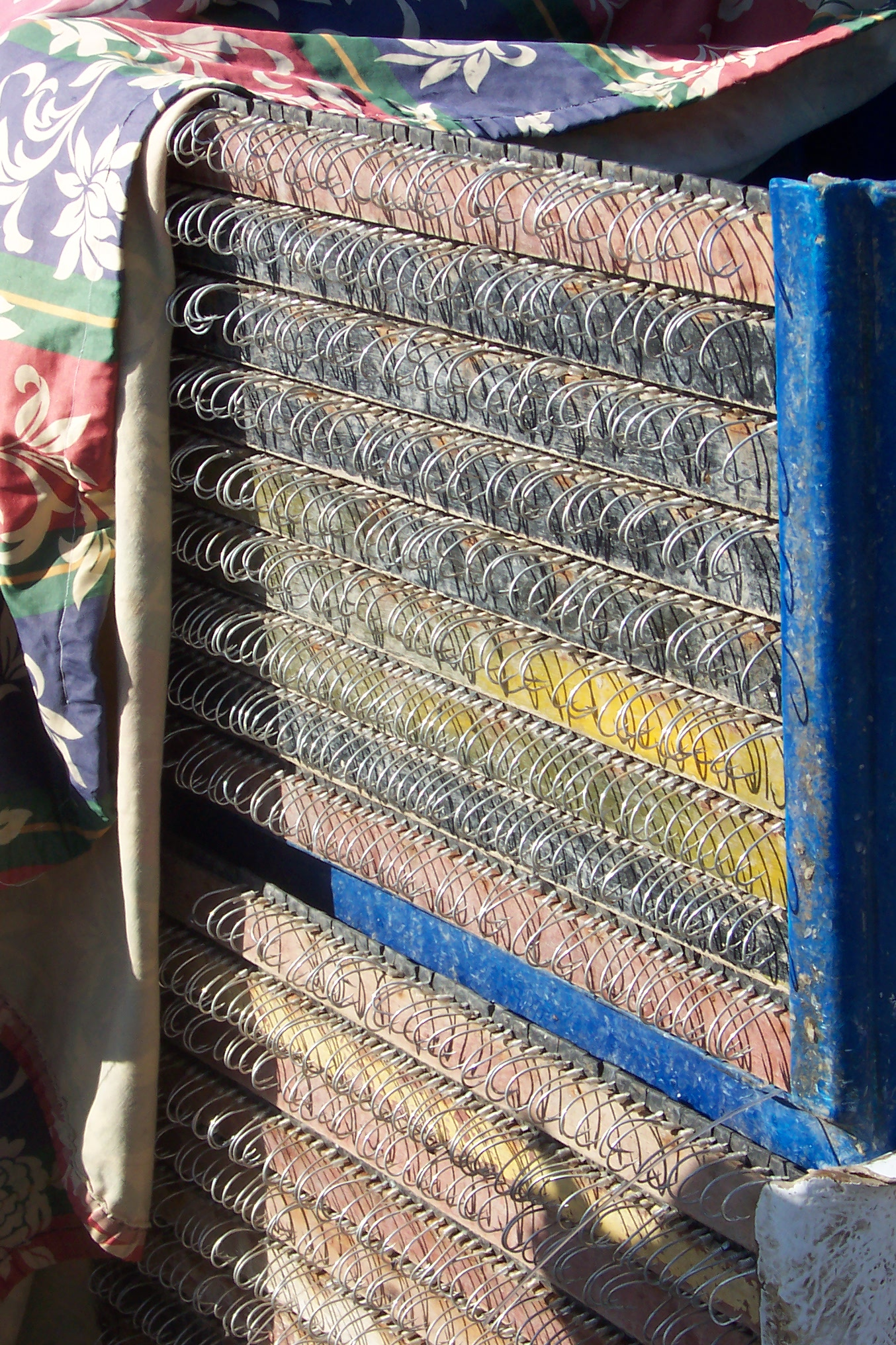
Palangre a Llançà

Un palangre és un tipus d'aparell de pesca artesanal utilitzat arreu de la costa Mediterranea i que bàsicament consisteix en una llença que es manté fondejada i que porta penjades altres llences més primes i curtes armades d'un ham cadascuna, de manera que cada peix es pesca "individualment" a cadascun d'aquests hams. La mida d'aquests hams depèn dels peixos que hom pretén pescar. De palangres no en paren un de sol, sinó que n'ajunten alguns o molts.
Per extensió, també s'anomena simplement palangre a la pesca amb palangre i al peix pescat amb palangre (o peix de palangre), principalment anfossos, déntols, pagres i congres. Els peixos pescats amb palangre en general són considerats d'alta qualitat.

## Etimologia
Segons Meyer-Lübke i Schuchardt, la paraula palangre vindria del grec πάναγρον, que significa espècie de xarxa; però davant el fet que el palangre no té res a veure amb les xarxes, i davant la forma suditaliana palángastru, sembla probable que palangre vingui del grec πολυάγκιστρον, ham a molts de llocs.

## Descripció
La llença principal porta a cada cap, i sovint també enmig, una altra llença que va des del fons, on està el palangre mitjançant un plom o pedral, fins a la superfície de la mar, on va fermat un suro o una carabassa precisament perquè floti. Les llences curtes que van penjades a la principal i que porten els hams, és a dir, els braçols, són de diferents classes i gruixos segons la grossària i particularitats dels peixos que es tracta de pescar, i el palangre rep diferents adjectivacions corresponents a aquestes diverses classes.
La carnada més típica són sardines, arengs, verat o altres espècies pelàgiques, tot i que es pot usar tota mena de peixos i fins i tot també musclos.

## Tipus
El palangre pot ser de diverses classes segons el tipus i mida d'ham que s'escullen per a cada tipus de peix, són les següents:
- Palangre d'anfós: és de llença i braçolada (conjunt de braçols) molt gruixudes i té els hams grossos, de 8 cm fins a 12 cm de llargada.[1]
- Palangre de déntol: és un poc més prim i petit que el d'anfós, i té els hams de devers 7 cm o 8 cm de llargària.[1]
- Palangre de mig anfós o palangre de mitja bordera, o palangre de pagre: té els hams de 4 cm a 5 cm de llarg.[1]
- Palangre de congres: el que té les braçolades de cotó perquè els congres no les tallin.[1]
- Palangre de menuda: el que té hams de mòllera.[1]
- Palangre de braçolí: té els hams de 2 cm a 3 cm de llargària.[1]
- Palangre de pèl: el que té el braçol de pèl de cavall, amb pèl de cuca a baix, i l'ham molt petit.[1]

## Variants a diferents llocs dels Països Catalans
- Benidorm: de vegades s'hi paren trenta o quaranta palangres junts.[1]
- Llançà: és molt tradicional. Antigament els palangres constaven de quatre frenells de cànem d'uns quaranta centímetres cada un, dels quals penjaven amarrats uns caps més fins a l'extrem on hi havia l'ham. L'ormeig anava plegat dins unes cofes de balca o d'espart amb els hams clavats a la vorera. Actualment es confeccionen cistelles de plàstic i l'ormeig és de fibra sintètica. A Llançà els palangres s'esquen amb pop bullit, calamars, cogombre de mar, musclos, petxines i bàsicament s'utilitzen per pescar lluç i orada, encara que també altres peixos.[7]
- El Port de la Selva: es fa des de sempre.
- Mallorca i Menorca: el palangre es compon de deu llences confegides, que tenen en total 150 braces de llargària.[1]

## Efectes a l'ecosistema
El palangre es caracteritza per ser un tipus de pesca amb bones propietats selectives, en el sentit que hom pot escollir el tipus de peix desitjat, al contrari que típicament, per exemple, l'arrossegament, al qual és habitual capturar tota mena d'éssers marins. A més, una cosa que aporta major selectivitat és el fet que els palangres poden atraure peixos que es trobin a diversos centenars de metres de distància, ja que els peixos grans que s'hi solen pescar estan disposats a desplaçar-se més lluny per a alimentar-se que els petits.
La pesca accidental de mamífers amb el sistema de palangre no és greu. En canvi, seria possible danyar incidentalment alguna au marina que s'hi acosta atreta pel menjar dels hams. Això es pot evitar, o com a mínim disminuir, si es prenen certes mesures preventives com, per exemple, enfonsar més profundament la carnassa o posar línies sobre el palangre. Existeix un Pla d'Acció Internacional (PAI) per a reduir les captures incidentals d'aus marines amb palangre, segons el Codi de Conducta de Pesca Responsable i aprovat i ratificat l'any 1999 pels països membres de l'Organització de les Nacions Unides per a l'Agricultura i l'Alimentació.
La pesca fantasma amb aquest sistema és un problema menor i no es considera que el palangre causi efectes adversos significatius a l'hàbitat.
L'eficiència energètica d'aquest tipus de pesca és alta, similar a la de xarxa agallera, amb coeficients típics de 0,1 a 0,3 quilograms de combustible per cada quilogram de captura desembarcada.

## El palangre com a unitat marinera de mesura
El palangre serveix d'unitat de mesura longitudinal per a calcular la distància d'un punt a un altre de dins la mar. Una palangre equival a 150 braces marines o 250 metres.

## Jornades gastronòmiquesEl Peix de Palangre
A Llançà, des de 2004 se celebren cada juny unes jornades gastronòmiques dedicades al peix de palangre. A aquestes jornades el 2006 es van servir 1.200 menús a base de peix de palangre. El 2007 hi van participar deu restaurants i es van servir 1.400 menús. A part, s'aprofita per fer altres activitats paral·leles relacionades amb la pesca o la gastronomia i sortides en barca.